# 亞洲鐵人三項聯盟
亞洲鐵人三項聯盟（英語：Asian Triathlon Confederation，ASTC）是亞洲的洲際鐵人三項體育運動管理機構。於1991年6月28日成立，創會成員包括中國、香港、印度、日本、南韓、新加坡。

## 賽事
- 亞洲鐵人三項錦標賽

## 會員國
- 中国
- 香港
- 印度尼西亞
- 印度尼西亞
- 伊朗
- 日本
- 约旦
- 黎巴嫩
- 澳門
- 马来西亚
- 蒙古国
- 尼泊尔
- 阿曼
- 巴基斯坦
- 菲律賓
- 叙利亚
- 新加坡
- 泰國
- 中華臺北

## 外部連結
- 亞洲鐵人三項聯盟（页面存档备份，存于）